# Bertil Källevågh
Bertil Leonard Källevågh, född Johansson den 19 juli 1931 i Järstads församling, Östergötlands län, död 2 oktober 2014 i Eskilstuna församling, Södermanlands län, var en svensk idrottsman (långdistanslöpare). Han tävlade för Mjölby AIF. Han utsågs 1960 till Stor grabb nummer 210 i friidrott.
Källevågh vann SM-guld på 5 000 meter år 1959.